# إيرما ب. هول
إيرما ب. هول (بالإنجليزية: Irma P. Hall)‏ (و. 1935  م) هي ممثلة، وشاعرة، وكاتبة مسرحية، ومُدرسة، وممثلة مسرحية، وممثلة تلفزيونية، وممثلة أفلام، وكاتِبة أمريكية، ولدت في بومونت.

## وصلات خارجية
- إيرما ب. هول على موقع IMDb (الإنجليزية)
- إيرما ب. هول على موقع قاعدة بيانات الأفلام العربية
- إيرما ب. هول على موقع ألو سيني (الفرنسية)
- إيرما ب. هول على موقع أول موفي (الإنجليزية)
- إيرما ب. هول على موقع قاعدة بيانات الأفلام السويدية (السويدية)
- إيرما ب. هول على موقع إن إن دي بي (الإنجليزية)
- إيرما ب. هول على موقع قاعدة بيانات الفيلم (الإنجليزية)
- إيرما ب. هول على موقع كينوبويسك (الروسية)